# Anna Tomaszewicz-Dobrska
Anna Tomaszewicz-Dobrska (Mława, 13 de abril de 1854-Varsovia,12 de junio de 1918) fue la segunda mujer polaca en convertirse en médica y la primera doctora polaca en ejercer en Polonia. Obtuvo su título de médica en 1877 en la Universidad de Zúrich.

## Carrera profesional
A los diecisiete partió para estudiar medicina en la Universidad de Zúrich, Durante su quinto año de estudios trabajó como asistente del profesor Edward Hitzig, un neurólogo y psiquiatra alemán, en el Instituto para Enfermos Mentales de la Universidad de Zúrich. Bajo la supervisión de Ludimara Hermanna en 1877 realizó su tesis doctoral.
Después de obtener su título de médico, trabajó en Berlín y Viena durante un breve período. Sin embargo, no se le permitió aprobar el examen estatal, que le otorgaba el derecho a ejercer la medicina en Polonia, y se le negó el ingreso como miembro de la Sociedad Polaca de Medicina por ser mujer.
Se mudó a San Petersburgo, con sus conocimientos de los idiomas inglés, francés y alemán comenzó a trabajar en la atención del harén de un sultán de visita en esa ciudad, y aprobó el examen estatal allí.
Esto le autorizó a ejercer la medicina y comenzó la práctica privada con mujeres y en pediatría en el reino de Polonia y Rusia. En 1882 se desató una epidemia de infección puerperal en Varsovia y se abrieron algunas maternidades. El refugio número 2 (en la calle Prosta) se le dio a Tomaszewicz-Dobrska para que lo dirigiera, donde trabajó como médica y lo dirigió ininterrumpidamente hasta 1911. En 1896 se convirtió en la primera en realizar una cesárea en Varsovia. Asimismo dictó conferencias para parteras.

## Activismo social
También fue una de las fundadoras de la Sociedad de Cultura Polaca, brindó atención médica en el albergue para maestros y en el sala de costura de la Sociedad Benéfica de Varsovia, para participar en la Sociedad de Campamentos de Verano para Niños.
Se convirtió en la editora de la revista mensual Zdrowie (Salud). Posteriormente comenzó a hablar públicamente sobre la importancia de los derechos de la mujer, participó en el trabajo de las organizaciones de mujeres, organizando jubileos en 1881 y 1907 en honor a Eliza Orzeszkowa. El jubileo de 1907 sirvió de pretexto para crear un congreso de mujeres activistas de las tres particiones, que fue organizado por Melania Rajchmanowa.
Fue enterrada en el cementerio de Powązki de Varsovia.